# 梅山聞本
梅山聞本（ばいさん(ばいざん) もんぽん）は室町時代の禅僧。

## 生涯
美濃国に生まれ、幼い時に律宗の寺に入る。その後、建仁寺の孤山至遠を師とし、更に、能登国の総持寺の太源宗真の弟子となって曹洞宗を学ぶ。
永徳2年（1382年）、小布施義氏に乞われ越前に龍澤寺を開く。梅山は龍澤寺を曹洞宗総持寺派の北陸の根本道場とし、傑堂能勝や如仲天誾太初継覚など多くの弟子を育てた。
明徳元年（1390年）に勅令によって能登の曹洞宗大本山総持寺の十一世門首となる。晩年は総持寺内の龍華院にて静養し、応永24年（1417年）9月7日に入寂。
将軍足利義満、義持の2代から篤く帰依された。義満は再三京都へ招いたが、梅山は南北朝の争いに巻き込まれることを警戒して遂に応じなかった。義持からは義満の七回忌法要を勤めるよう何度も要請を受けた記録が残っている。

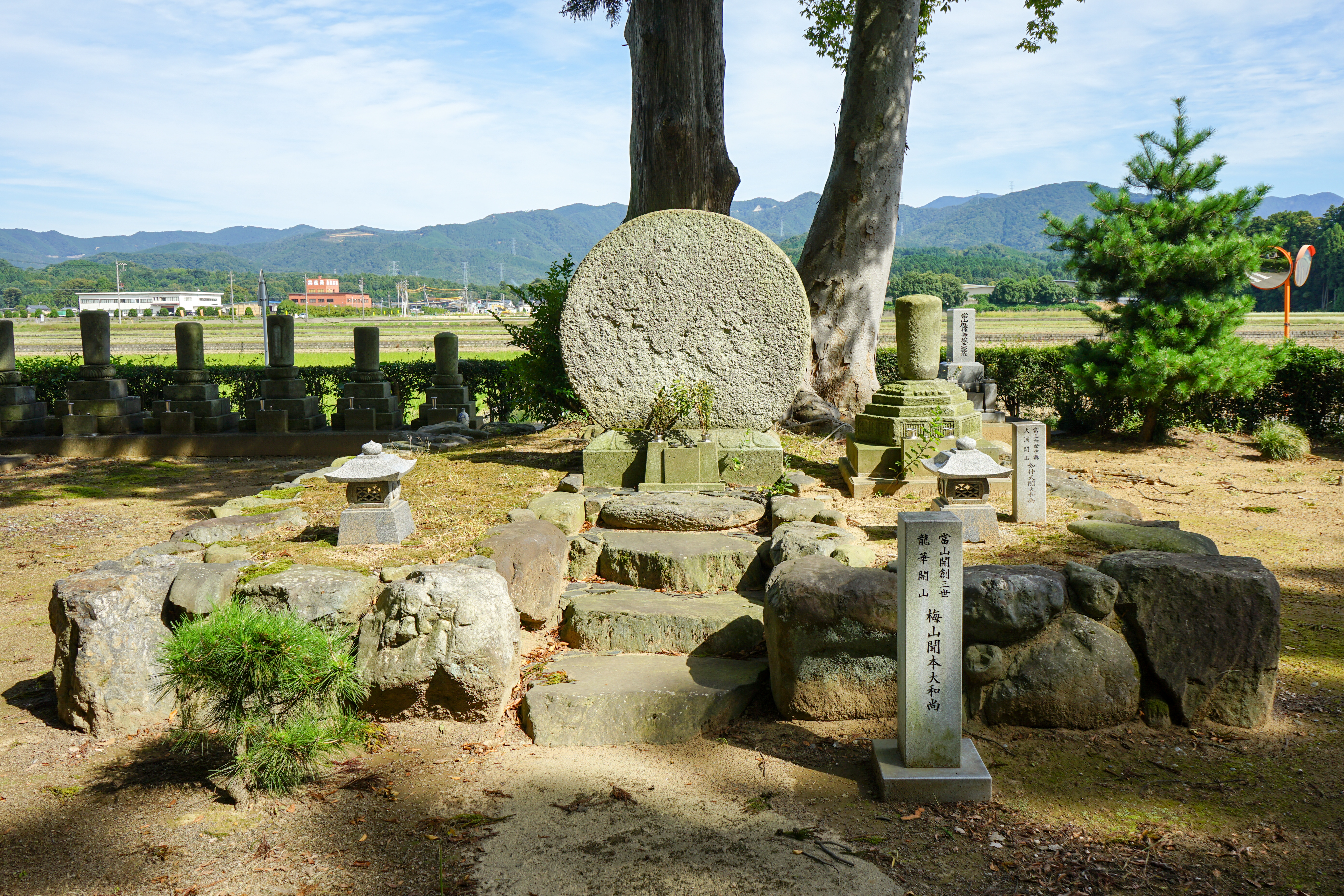
梅山聞本の墓（龍澤寺)

龍澤寺では忌日に毎年開山忌を催し、本尊の開帳を行なっている。